# Lista odcinków serialu Mamuśka
Poniżej znajduje się lista odcinków serialu telewizyjnego Mamuśka, emitowanego przez amerykańską stację telewizyjną CBS od 23 września 2013 roku. W Polsce serial jest emitowany od 1 grudnia 2013 roku przez Comedy Central
| Sezon | Sezon | Odcinki | Oryginalna emisja    | Oryginalna emisja | Oryginalna emisja   | Oryginalna emisja    | Oryginalna emisja |
| Sezon | Sezon | Odcinki | Premiera sezonu      | Finał sezonu      | Premiera sezonu     | Finał sezonu         |                   |
| ----- | ----- | ------- | -------------------- | ----------------- | ------------------- | -------------------- | ----------------- |
|       | 1     | 22      | 23 września 2013     | 14 kwietnia 2014  | 1 grudnia 2013      | 2 stycznia 2015      |                   |
|       | 2     | 22      | 30 października 2014 | 30 kwietnia 2015  | 3 maja 2015         | 2 sierpnia 2015      |                   |
|       | 3     | 22      | 5 listopada 2015     | 19 maja 2016      | 15 listopada 2015   | 29 maja 2016         |                   |
|       | 4     | 22      | 27 października 2016 | 11 maja 2017      | 27 grudnia 2017     | 7 stycznia 2018      |                   |
|       | 5     | 22      | 2 listopada 2017     | 10 maja 2018      | 14 września 2018    | 1 października 2018  |                   |
|       | 6     | 22      | 27 września 2018     | 9 maja 2019       | 4 października 2019 | 21 października 2019 |                   |
|       | 7     | —       | 26 września 2019     | —                 | —                   | —                    |                   |

## Sezon 1 (2013-2014)
| Nr | #  | Tytuł                                             | Reżyseria       | Scenariusz                                                                                | Premiera             | Premiera w Polsce |
| -- | -- | ------------------------------------------------- | --------------- | ----------------------------------------------------------------------------------------- | -------------------- | ----------------- |
| 1  | 1  | Pilot                                             | Pamela Fryman   | Chuck Lorre, Eddie Gorodetsky, Gemma Baker                                                | 23 września 2013     | 1 grudnia 2013    |
| 2  | 2  | A Pee Stick and an Asian Raccoon                  | Gary Halvorson  | Nick Bakay, Chuck Lorre, Eddie Gorodetsky, Gemma Baker                                    | 30 września 2013     | 8 grudnia 2013    |
| 3  | 3  | A Small Nervous Breakdown and a Misplaced Fork    | Gary Halvorson  | Chuck Lorre, Eddie Gorodetsky, Nick Bakay, Gemma Baker                                    | 7 października 2013  | 15 grudnia 2013   |
| 4  | 4  | Loathing and Tube Socks                           | Jeff Greenstein | Eddie Gorodetsky, Gemma Baker, Chuck Lorre, Nick Bakay                                    | 14 października 2013 | 22 grudnia 2013   |
| 5  | 5  | Six Thousand Bootleg T-Shirts and a Prada Handbag | James Widdoes   | Chuck Lorre, Nick Bakay, Eddie Gorodetsky, Gemma Baker                                    | 21 października 2013 | 5 stycznia 2014   |
| 6  | 6  | Abstinence and Pudding                            | Jeff Greenstein | Nick Bakay, Gemma Bake, Chuck Lorre, Eddie Gorodetsky                                     | 28 października 2013 | 5 stycznia 2014   |
| 7  | 7  | Estrogen and a Hearty Breakfast                   | James Widdoes   | Eddie Gorodetsky, Gemma Baker, Chuck Lorre, Nick Bakay, Alissa Neubauer                   | 4 listopada 2013     | 12 stycznia 2014  |
| 8  | 8  | Big Sur and Strawberry Lube                       | Jeff Greenstein | Chuck Lorre, Eddie Gorodetsky, Alissa Neubauer, Nick Bakay, Gemma Baker, Christine Zander | 11 listopada 2013    | 19 stycznia 2014  |
| 9  | 9  | Zombies and Cobb Salad                            | Betsy Thomas    | Nick Bakay, Christine Zander, Alissa Neubauer, Chuck Lorre, Eddie Gorodetsky, Gemma Baker | 18 listopada 2013    | 26 stycznia 2014  |
| 10 | 10 | Belgian Waffles and Bathroom Privileges           | Jeff Greenstein | Chuck Lorre, Christine Zander, Alissa Neubauer,Eddie Gorodetsky, Nick Bakay, Gemma Baker  | 25 listopada 2013    | 2 lutego 2014     |
| 11 | 11 | Cotton Candy and Blended Fish                     | Jeff Greenstein | Eddie Gorodetsky, Gemma Baker, Chuck Lorre, Nick Bakay, Alissa Neubauer                   | 2 grudnia 2013       | 9 lutego 2014     |
| 12 | 12 | Corned Beef and Handcuffs                         | Jon Cryer       | Eddie Gorodetsky, Gemma Baker, Christine Zander, Chuck Lorre, Nick Bakay, Alissa Neubauer | 16 grudnia 2013      | 16 lutego 2014    |
| 13 | 13 | Hot Soup and Shingles                             | Anthony Rich    | Chuck Lorre, Hayley Mortison, Eddie Gorodetsky, Nick Bakay                                | 13 stycznia 2014     | 23 lutego 2014    |
| 14 | 14 | Leather Cribs and Medieval Rack                   | Ted Wass        | Eddie Gorodetsky, Alissa Neubauer, Sheldon Bull, Chuck Lorre, Nick Bakay, Gemma Baker     | 20 stycznia 2014     | 2 marca 2014      |
| 15 | 15 | Fireballs and Bullet Holes                        | Ted Wass        | Chuck Lorre, Nick Bakay, Eddie Gorodetsky, Alissa Neubauer, Marco Pennette                | 27 stycznia 2014     | 2 listopada 2014  |
| 16 | 16 | Nietzsche and a Beer Run                          | Ted Wass        | Chuck Lorre, Eddie Gorodetsky, Nick Bakay, Gemma Baker                                    | 3 lutego 2014        | 9 listopada 2014  |
| 17 | 17 | Jail, Jail and Japanese Porn                      | Ted Wass        | Chuck Lorre, Eddie Gorodetsky, Nick Bakay, Alissa Neubauer, Marco Pennette                | 24 lutego 2014       | 16 listopada 2014 |
| 18 | 18 | Sonograms and Tube Tops                           | Jeff Greenstein | Nick Bakay, Gemma Baker, Sheldon Bull,Chuck Lorre, Eddie Gorodetsky, Marco Pennette       | 3 marca 2014         | 23 listopada 2014 |
| 19 | 19 | Toilet Wine and the Earl of Sandwich              | Jeff Greenstein | Chuck Lorre, Gemma Baker, Alissa Neubauer                                                 | 17 marca 2014        | 30 listopada 2014 |
| 20 | 20 | Clumsy Monkeys and a Tilted Uterus                | Jeff Greenstein | Chuck Lorre, Gemma Baker, Alissa Neubauer, Marco Pennette                                 | 24 marca 2014        | 7 grudnia 2014    |
| 21 | 21 | Broken Dreams and Blocked Arteries                | James Widdoes   | Nick Bakay, Marco Pennette, Chuck Lorre, Eddie Gorodetsky                                 | 31 marca 2014        | 14 grudnia 2014   |
| 22 | 22 | Smokey Taylor and a Deathbed Confession           | Jeff Greenstein | Gemma Baker, Marco Pennette, Chuck Lorre, Alissa Neubauer                                 | 14 kwietnia 2014     | 2 stycznia 2015   |

## Sezon 2 (2014-2015)
12 marca 2014 roku,stacja CBS oficjalnie zamówiła drugi sezon Mamuśki.
| Nr | #  | Tytuł                                     | Reżyseria       | Scenariusz                                                                                         | Premiera             | Premiera w Polsce |
| -- | -- | ----------------------------------------- | --------------- | -------------------------------------------------------------------------------------------------- | -------------------- | ----------------- |
| 23 | 1  | Hepatitis and Lemon Zest                  | Ted Wass        | Chuck Lorre, Eddie Gorodetsky, Nick Bakay, Gemma Baker, Marco Pennette                             | 30 października 2014 | 3 maja 2015       |
| 24 | 2  | Figgy Pudding and the Rapture             | Ted Wass        | Chuck Lorre, Susan McMartin, Alissa Neubauer, Sheldon Bull, Adam Chase                             | 6 listopada 2014     | 10 maja 2015      |
| 25 | 3  | Chicken Nuggets and a Triple Homicide     | Ted Wass        | Chuck Lorre, Mike Binder, Eddie Gorodetsky, Alissa Neubauer & Adam Chase                           | 13 listopada 2014    | 17 maja 2015      |
| 26 | 4  | Forged Resumes and the Recommended Dosage | Ted Wass        | Chuck Lorre,Nick Bakay, Gemma Baker, Sheldon Bull & Marco Pennette                                 | 20 listopada 2014    | 24 maja 2015      |
| 27 | 5  | Kimchi and a Monkey Playing Harmonica     | Ted Wass        | Chuck Lorre, Eddie Gorodetsky, Susan McMartin, Sheldon Bull, Marco Pennette                        | 27 listopada 2014    | 31 maja 2015      |
| 28 | 6  | Crazy Eyes and a Wet Brad Pitt            | Ted Wass        | Gemma Baker, Alissa Neubauer, Adam Chase, Chuck Lorre, Nick Bakay                                  | 4 grudnia 2014       | 7 czerwca 2015    |
| 29 | 7  | Extra Mashed Potatoes and a Drunk Clown   | Ted Wass        | Gemma Baker, Marco Pennette, Adam Chase, Chuck Lorre, Alissa Neubauer                              | 11 grudnia 2014      | 7 czerwca 2015    |
| 30 | 8  | Free Therapy and a Dead Lady's Yard Sale  | Ted Wass        | Chuck Lorre, Susan McMartin, Gemma Baker, Marco Pennette, Adam Chase                               | 18 grudnia 2014      | 14 czerwca 2015   |
| 31 | 9  | Godzilla and a Sprig of Mint              | Ted Wass        | Chuck Lorre, Nick Bakay, Eddie Gorodetsky, Alissa Neubauer, Sheldon Bull                           | 8 stycznia 2015      | 14 czerwca 2015   |
| 32 | 10 | Nudes and a Six Day Cleanse               | Jeff Greenstein | Alissa Neubauer, Sheldon Bull, Susan McMartin, Marco Pennette, Adam Chase, Gemma Baker             | 15 stycznia 2015     | 21 czerwca 2015   |
| 33 | 11 | Three Smiles and an Unpainted Ceiling     | Anthony Rich    | Chuck Lorre, Eddie Gorodetsky, Nick Bakay                                                          | 22 stycznia 2015     | 21 czerwca 2015   |
| 34 | 12 | Kitty Litter and a Class A Felony         | Jeff Greenstein | Chuck Lorre, Eddie Gorodetsky, Marco Pennette, Gemma Baker, Adam Chase, Susan McMartin             | 29 stycznia 2015     | 28 czerwca 2015   |
| 35 | 13 | Cheeseburger Salad and Jazz               | Ted Wass        | Chuck Lorre, Eddie Gorodetsky, Nick Bakay, Alissa Neubauer, Sheldon Bull                           | 5 lutego 2015        | 28 czerwca 2015   |
| 36 | 14 | Benitos Poppins and a Warm Pumpkin        | Ted Wass        | Nick Bakay, Britté Anchor,Chuck Lorre, Alissa Neubauer, Susan McMartin                             | 12 lutego 2015       | 5 lipca 2015      |
| 37 | 15 | Turkey Meatballs and a Getaway Car        | Ted Wass        | Eddie Gorodetsky, Marco Pennette, Susan McMartin, Chuck Lorre, Nick Bakay, Gemma Baker, Adam Chase | 26 lutego 2015       | 5 lipca 2015      |
| 38 | 16 | Dirty Money and a Woman Names Mike        | Ted Wass        | Chuck Lorre, Sheldon Bull, Nick Bakay, Alissa Neubauer                                             | 5 marca 2015         | 12 lipca 2015     |
| 39 | 17 | Raw Cookie Dough and a Misshapen Head     | Anthony Rich    | Chuck Lorre, Susan McMartin, Sheldon Bull, Adam Chase                                              | 12 marca 2015        | 12 lipca 2015     |
| 40 | 18 | Dropped Soap and a Big Guy on a Throne    | Anthony Rich    | Chuck Lorre, Gemma Baker, Eddie Gorodetsky, Nick Bakay, Susan McMartin                             | 2 kwietnia 2015      | 19 lipca 2015     |
| 41 | 19 | Mashed Potatoes and a Little Nitrous      | James Widdoes   | Chuck Lorre, Marco Pennette, Gemma Baker, Sheldon Bull, Susan McMartin                             | 9 kwietnia 2015      | 19 lipca 2015     |
| 42 | 20 | Sick Popes and a Red Ferrari              | James Widdoes   | Alissa Neubauer, Adam Chase, Chuck Lorre, Eddie Gorodetsky, Nick Bakay                             | 16 kwietnia 2015     | 26 lipca 2015     |
| 43 | 21 | Patient Zero and the Chocolate Fountain   | James Widdoes   | Chuck Lorre, Eddie Gorodetsky, Nick Bakay, Marco Pennette, Adam Chase, Gemma Baker, Susan McMartin | 23 kwietnia 2015     | 26 lipca 2015     |
| 44 | 22 | Fun Girl Stuff and Eternal Salvation      | James Widdoes   | Alissa Neubauer, Sheldon Bull, Chuck Lorre, Warren Bell                                            | 30 kwietnia 2015     | 2 sierpnia 2015   |

## Sezon 3 (2015-2016)
12 marca 2015 roku, CBS ogłosiła oficjalnie zamówiła 3 serię
| Nr | #  | Tytuł                                       | Reżyseria     | Scenariusz                                                                                                   | Premiera          | Premiera w Polsce |
| -- | -- | ------------------------------------------- | ------------- | --- | ----------------- | ----------------- |
| 45 | 1  | Terrorists and Gingerbread                  | James Widdoes | Chuck Lorre, Marco Pennette, Gemma Baker, Adam Chase, Anne Flett-Giordano                                    | 5 listopada 2015  | 15 listopada 2015 |
| 46 | 2  | Thigh Gap and a Rack of Lamb                | James Widdoes | Chuck Lorre, Marco Pennette, Gemma Baker, Adam Chase, Anne Flett-Giordano                                    | 12 listopada 2015 | 22 listopada 2015 |
| 47 | 3  | Mozzarella Sticks and a Gay Piano Bar       | James Widdoes | Chuck Lorre, Nick Bakay, Marco Pennette, Gemma Baker, Sheldon Bull, Adam Chase                               | 19 listopada 2015 | 29 listopada 2015 |
| 48 | 4  | Sawdust and Brisket                         | James Widdoes | Chuck Lorre, Nick Bakay, Sheldon Bull, Susan McMartin, Sam Miller                                            | 26 listopada 2015 | 6 grudnia 2015    |
| 49 | 5  | Cinderella and a Drunk Macgyver             | James Widdoes | Chuck Lorre, Warren Bell,Eddie Gorodetsky, Alissa Neubauer, Michael Borkow                                   | 10 grudnia 2015   | 13 grudnia 2015   |
| 50 | 6  | Horny-Goggles and a Catered Intervention    | James Widdoes | Susan McMartin, Chuck Lorre, Nick Bakay, Sheldon Bull                                                        | 17 grudnia 2015   | 27 grudnia 2015   |
| 51 | 7  | Kreplach and a Tiny Tush                    | Anthony Rich  | Eddie Gorodetsky, Adam Chase, Warren Bell,Chuck Lorre, Marco Pennette, Alissa Neubauer                       | 7 stycznia 2016   | 14 lutego 2016    |
| 52 | 8  | Snickerdoodle and a Nip Slip                | James Widdoes | Chuck Lorre, Warren Bell, Eddie Gorodetsky, Alissa Neubauer                                                  | 14 stycznia 2016  | 21 lutego 2016    |
| 53 | 9  | My Little Pony and a Demerol Drip           | James Widdoes | Chuck Lorre, Nick Bakay, Sheldon Bull, Gemma Baker, Marco Pennette, Adam Chase                               | 21 stycznia 2016  | 28 lutego 2016    |
| 54 | 10 | Quaaludes and Crackerjack                   | James Widdoes | Chuck Lorre, Sheldon Bull, Susan McMartin, Nick Bakay, Warren Bell                                           | 4 lutego 2016     | 6 marca 2016      |
| 55 | 11 | Cinderella and a Drunk MacGyver             | James Widdoes | Chuck Lorre, Eddie Gorodetsky, Nick Bakay, Alissa Neubauer, Warren Bell, Susan McMartin                      | 11 lutego 2016    | 13 marca 2016     |
| 56 | 12 | Diabetic Lesbians and a Blushing Bride      | James Widdoes | Chuck Lorre, Marco Pennette, Adam Chase, Anne Flett-Giordano, Eddie Gorodetsky, Gemma Baker, Alissa Neubauer | 18 lutego 2016    | 20 marca 2016     |
| 57 | 13 | Sticky Hands and a Walk on the Wild Side    | James Widdoes | Chuck Lorre, Eddie Gorodetsky, Susan McMartin, Nick Bakay, Warren Bell, Anne Flett-Giordano                  | 25 lutego 2016    | 27 marca 2016     |
| 58 | 14 | Death, Death, Death and a Bucket of Chicken | James Widdoes | Chuck Lorre, Warren Bell, Anne Flett-Giordano, Gemma Baker, Alissa Neubauer                                  | 3 marca 2016      | 3 kwietnia 2016   |
| 59 | 15 | Nazi Zombies and a Two-Hundred Pound Baby   | James Widdoes | Chuck Lorre, Susan McMartin, Adam Chase, Anne Flett-Giordano                                                 | 10 marca 2016     | 10 kwietnia 2016  |
| 60 | 16 | Cornflakes and the Hair of Three Men        | James Widdoes | Chuck Lorre, Britté Anchor, Marco Pennette, Susan McMartin                                                   | 7 kwietnia 2016   | 17 kwietnia 2016  |
| 61 | 17 | Caperberries and a Fat Detective            | Anthony Rich  | Chuck Lorre, Eddie Gorodetsky, Sheldon Bull, Warren Bell                                                     | 14 kwietnia 2016  | 24 kwietnia 2016  |
| 62 | 18 | Beast Mode and Old People Kissing           | James Widdoes | Chuck Lorre, Nick Bakay, Gemma Baker, Adam Chase, Warren Bell                                                | 21 kwietnia 2016  | 1 maja 2016       |
| 63 | 19 | A Catheter and a Dipsy-Doodle               | James Widdoes | Chuck Lorre, Alissa Neubauer, Sheldon Bull, Nick Bakay, Marco Pennette, Anne Flett-Giordano, Susan McMartin  | 28 kwietnia 2016  | 8 maja 2016       |
| 64 | 20 | Pure Evil and a Free Piece of Cheesecake    | James Widdoes | Chuck Lorre, Gemma Baker, Warren Bell, Britté Anchor                                                         | 5 maja 2016       | 15 maja 2016      |
| 65 | 21 | Mahjong Sally and the Ecstasy               | James Widdoes | Chuck Lorre, Eddie Gorodetsky, Warren Bell, Alissa Neubauer, Susan McMartin                                  | 12 maja 2016      | 22 maja 2016      |
| 66 | 22 | Atticus Finch and the Downtrodden           | James Widdoes | Chuck Lorre, Nick Bakay, Sheldon Bull,Gemma Baker, Adam Chase, Anne Flett-Giordano                           | 19 maja 2016      | 29 maja 2016      |

## Sezon 4 (2016-2017)
25 marca 2016 roku, stacja CBS zamówiła oficjalnie 4-ty sezon serialu.
| Nr | #  | Tytuł                                       | Reżyseria     | Scenariusz                                                                                      | Premiera             | Premiera w Polsce |
| -- | -- | ------------------------------------------- | ------------- | ----------------------------------------------------------------------------------------------- | -------------------- | ----------------- |
| 67 | 1  | High-tops and Brown Jacket                  | James Widdoes | Chuck Lorre, Gemma Baker, Marco Pennette, Adam Chase, Susan McMartin                            | 27 października 2016 | 27 grudnia 2017   |
| 68 | 2  | Sword Fights and a Dominican Shortstop      | James Widdoes | Chuck Lorre, Gemma Baker, Warren Bell, Sheldon Bull                                             | 3 listopada 2016     | 28 grudnia 2017   |
| 69 | 3  | Sparkling Water and Ba-dinkers              | James Widdoes | Alissa Neubauer, Anne Flett-Giordano, Britté Anchor, Chuck Lorre, Eddie Gorodetsky, Nick Bakay  | 10 listopada 2016    | 28 grudnia 2017   |
| 70 | 4  | Curious George and the Big Red Nightmare    | James Widdoes | Chuck Lorre, Sheldon Bull, Adam Chase, Warren Bell                                              | 17 listopada 2016    | 29 grudnia 2017   |
| 71 | 5  | Blow and a Free McMuffin                    | James Widdoes | Chuck Lorre, Susan McMartin, Anne Flett-Giordano, Nick Bakay, Warren Bell                       | 24 listopada 2016    | 29 grudnia 2017   |
| 72 | 6  | Xanax and a Baby Duck                       | Jon Cryer     | Chuck Lorre, Warren Bell, Sheldon Bull, Eddie Gorodetsky, Gemma Baker                           | 1 grudnia 2016       | 30 grudnia 2017   |
| 73 | 7  | Cornbread and a Cashmere Onesie             | James Widdoes | Chuck Lorre, Gemma Baker, Eddie Gorodetsky, Marco Pennete, Susan McMartin                       | 8 grudnia 2016       | 31 grudnia 2017   |
| 74 | 8  | Freckled Bananas and a Little Schwinn       | James Widdoes | Chuck Lorre, Susan McMartin, Anne Flett-Giordano, Nick Bakay, Alissa Neubauer, Britte Anchor    | 15 grudnia 2016      | 31 grudnia 2017   |
| 75 | 9  | Bad Hand and British Royalty                | James Widdoes | Chuck Lorre, Nick Bakay, Warren Bell, Susan McMartin, Adam Chase, Anne Flett-Giordano           | 5 stycznia 2017      | 31 grudnia 2017   |
| 76 | 10 | A Safe Word and a Rib Eye                   | Anthony Rich  | Chuck Lorre, Alissa Neubauer, Eddie Gorodetsky, Gemma Baker, Marco Pennette                     | 12 stycznia 2017     | 31 grudnia 2017   |
| 77 | 11 | Good Karma and the Big Weird                | James Widdoes | Chuck Lorre, Alissa Neubauer, Susan McMartin, Nick Bakay, Sheldon Bull, Adam Chase, Warren Bell | 19 stycznia 2017     | 31 grudnia 2017   |
| 78 | 12 | Wind Chimes and a Bottomless Pit of Sadness | James Widdoes | Gemma Baker, Sheldon Bull, Adam Chase, Alissa Neubauer, Britté Anchor                           | 2 lutego 2017        | 1 stycznia 2018   |
| 79 | 13 | A Bouncy Castle and an Aneurysm             | James Widdoes | Gemma Baker, Eddie Gorodetsky, Marco Pennette                                                   | 9 lutego 2017        | 1 stycznia 2018   |
| 80 | 14 | Roast Chicken and a Funny Story             | James Widdoes | Nick Bakay, Marco Pennette, Adam Chase, Alissa Neubauer, Susan McMartin, Anne Flett-Giordano    | 16 lutego 2017       | 1 stycznia 2018   |
| 81 | 15 | Night Swimmin' and an English Muffin        | James Widdoes | Eddie Gorodetsky, Gemma Baker, Chuck Lorre, Warren Bell, Sheldon Bull                           | 23 lutego 2017       | 1 stycznia 2018   |
| 82 | 16 | Martinis and a Sponge Bath                  | James Widdoes | Nick Bakay, Susan McMartin, Sheldon Bull, Alissa Neubauer, Warren Bell, Adam Chase              | 9 marca 2017         | 6 stycznia 2018   |
| 83 | 17 | A Fist Fight and a Grunt of Approval        | Anthony Rich  | Warren Bell, Sheldon Bull, Gemma Baker, Anne Flett-Giordano, Britté Anchor                      | 30 marca 2017        | 6 stycznia 2018   |
| 84 | 18 | Tush Push and Some Radishes                 | James Widdoes | Marco Pennette, Susan McMartin, Eddie Gorodetsky, Nick Bakay                                    | 6 kwietnia 2017      | 6 stycznia 2018   |
| 85 | 19 | Mushroom Soup and Tantric Sex               | James Widdoes | Eddie Gorodetsky, Nick Bakay, Gemma Baker, Chuck Lorre, Sheldon Bull, Britté Anchor             | 13 kwietnia 2017     | 6 stycznia 2018   |
| 86 | 20 | A Cricket and a Hedge Made of Gold          | James Widdoes | Gemma Baker, Susan McMartin, Adam Chase, Marco Pennette, Alissa Neubauer, Anne Flett-Giordano   | 27 kwietnia 2017     | 6 stycznia 2018   |
| 87 | 21 | A Few Thongs and a Hawaiian Funeral         | James Widdoes | Gemma Baker, Marco Pennette, Alissa Neubauer , Adam Chase, Anne Flett-Giordano                  | 4 maja 2017          | 7 stycznia 2018   |
| 88 | 22 | Lockjaw and a Liquid Diet                   | James Widdoes | Susan McMartin, Sheldon Bull, Eddie Gorodetsky, Nick Bakay                                      | 11 maja 2017         | 7 stycznia 2018   |

## Sezon 5 (2017-2018)
23 marca 2017 roku, stacja CBS zamówiła oficjalnie 5 sezon serialu.
| Nr  | #  | Tytuł                                       | Reżyseria     | Scenariusz                                                                                   | Premiera          | Premiera w Polsce   |
| --- | -- | ------------------------------------------- | ------------- | -------------------------------------------------------------------------------------------- | ----------------- | ------------------- |
| 89  | 1  | Twinkle Lights and Grandma Shoes            | James Widdoes | Nick Bakay, Gemma Baker, Adam Chase, Marco Pennette, Anne Flett-Giordano                     | 2 listopada 2017  | 14 września 2018    |
| 90  | 2  | Fish Town and Too Many Thank Yous           | James Widdoes | Eddie Gorodetsky, Susan McMartin, Alissa Neubauer, Sheldon Bull, Britté Anchor               | 9 listopada 2017  | 17 września 2018    |
| 91  | 3  | A Seafaring Ancestor and a Bloomin' Onion   | James Widdoes | Susan McMartin, Anne Flett Giordano, Nick Bakay, Sheldon Bull, Britté Anchor                 | 16 listopada 2017 | 17 września 2018    |
| 92  | 4  | Fancy Crackers and a Nashville Minute       | James Widdoes | Warren Bell, Marco Pennette, Chuck Lorre, Eddie Gorodetsky, Gemma Baker                      | 23 listopada 2017 | 18 września 2018    |
| 93  | 5  | Poodle Fuzz and a Twinge of Jealousy        | James Widdoes | Marco Pennette, Anne Flett-Giordano, Alissa Neubauer, Adam Chase                             | 30 listopada 2017 | 18 września 2018    |
| 94  | 6  | Smooth Jazz and a Weird Floaty Eye          | James Widdoes | Eddie Gorodetsky, Susan McMartin, Nick Bakay, Sheldon Bull, Britté Anchor                    | 7 grudnia 2017    | 19 września 2018    |
| 95  | 7  | Too Many Hippies and Huevos Rancheros       | James Widdoes | Nick Bakay, Susan McMartin, Eddie Gorodetsky, Gemma Baker, Warren Bell                       | 14 grudnia 2017   | 19 września 2018    |
| 96  | 8  | An Epi-Pen and a Security Cat               | James Widdoes | Warren Bell, Adam Chase, Alissa Neubauer, Nick Bakay, Marco Pennette, Anne Flett-Giordano    | 21 grudnia 2017   | 20 września 2018    |
| 97  | 9  | Teenage Vampires and a White Russian        | James Widdoes | Nick Bakay, Alissa Neubauer, Sheldon Bull, Anne Flett-Giordano, Michael Shipley              | 4 stycznia 2018   | 20 września 2018    |
| 98  | 10 | A Bear and a Bladder Infection              | James Widdoes | Eddie Gorodetsky, Marco Pennette, Britté Anchor, Gemma Baker, Adam Chase, Susan McMartin     | 11 stycznia 2018  | 21 września 2018    |
| 99  | 11 | Bert and Ernie and a Blessing of the People | James Widdoes | Marco Pennette, Michael Shipley, Britté Anchor, Adam Chase, Alissa Neubauer, Susan McMartin  | 18 stycznia 2018  | 21 września 2018    |
| 100 | 12 | Push-Down Coffee and a Working Turn Signal  | James Widdoes | Chuck Lorre, Nick Bakay, Eddie Gorodetsky, Gemma Baker                                       | 1 lutego 2018     | 24 września 2018    |
| 101 | 13 | Pudding and a Screen Door                   | James Widdoes | Eddie Gorodetsky, Adam Chase, Susan McMartin, Eric Kaplan, Maria Ferrari, Jeremy Howe        | 1 marca 2018      | 24 września 2018    |
| 102 | 14 | Charlotte Brontë and a Backhoe              | James Widdoes | Marco Pennette, Adam Chase, Susan McMartin, Nick Bakay, Warren Bell, Britté Anchor           | 8 marca 2018      | 25 września 2018    |
| 103 | 15 | Esta Loca and a Little Klingon              | Lea Thompson  | Sheldon Bull, Susan McMartin, Alissa Neubauer, Anne Flett-Giordano, Michael Shipley          | 29 marca 2018     | 25 września 2018    |
| 104 | 16 | Eight Cats and the Hat Show                 | James Widdoes | Nick Bakay, Alissa Neubauer, Adam Chase, Eddie Gorodetsky, Gemma Baker, Warren Bell          | 5 kwietnia 2018   | 26 września 2018    |
| 105 | 17 | Crazy Snakes and a Clog to the Head         | James Widdoes | Susan McMartin, Anne Flett-Giordano, Nick Bakay, Sheldon Bull, Michael Shipley               | 12 kwietnia 2018  | 26 września 2018    |
| 106 | 18 | Spaghetti Sauce and a Dumpster Fire         | James Widdoes | Gemma Baker, Susan McMartin, Anne Flett-Giordano, Michael Shipley                            | 19 kwietnia 2018  | 27 września 2018    |
| 107 | 19 | A Taco Bowl and a Tubby Seamstress          | James Widdoes | Nick Bakay, Marco Pennette, Warren Bell, Eddie Gorodetsky, Adam Chase, Alissa Neubauer       | 26 kwietnia 2018  | 27 września 2018    |
| 108 | 20 | Ocular Fluid and Fighting Robots            | James Widdoes | Gemma Baker, Adam Chase, Anne Flett-Giordano, Sheldon Bull, Michael Shipley, Britté Anchor   | 3 maja 2018       | 28 września 2018    |
| 109 | 21 | Phone Confetti and a Wee Dingle             | James Widdoes | Warren Bell, Marco Pennette, Susan McMartin, Eddie Gorodetsky, Nick Bakay, Alissa Neubauer   | 3 maja 2018       | 28 września 2018    |
| 110 | 22 | Diamond Earrings and a Pumpkin Head         | James Widdoes | Eddie Gorodetsky, Sheldon Bull, Susan McMartin, Warren Bell, Marco Pennette, Alissa Neubauer | 10 maja 2018      | 1 października 2018 |

## Sezon 6 (2018-2019)
| Nr  | #  | Tytuł                                      | Reżyseria     | Scenariusz | Premiera             | Premiera w Polsce    |
| --- | -- | ------------------------------------------ | ------------- | --- | -------------------- | -------------------- |
| 111 | 1  | Pre-Washed Lettuce and a Mime              | James Widdoes | Nick Bakay, Gemma Baker, Alissa Neubauer, Warren Bell, Marco Pennette, Adam Chase                                | 27 września 2018     | 4 października 2019  |
| 112 | 2  | Go-Go Boots and a Butt Cushion             | James Widdoes | Warren Bell, Britté Anchor, Gemma Baker, Alissa Neubauer, Sheldon Bull                                           | 4 października 2018  | 7 października 2019  |
| 113 | 3  | Ambulance Chasers and a Babbling Brook     | James Widdoes | Gemma Baker, Alissa Neubauer, Warren Bell, Sheldon Bull, Britté Anchor                                           | 11 października 2018 | 7 października 2019  |
| 114 | 4  | Big Sauce and Coconut Water                | James Widdoes | Nick Bakay, Sheldon Bull, Susan McMartin, Anne Flett-Giordano, Michael Shipley, Britté Anchor                    | 18 października 2018 | 8 października 2019  |
| 115 | 5  | Flying Monkeys and a Tank of Nitrous       | James Widdoes | Marco Pennette, Anne Flett-Giordano, Michael Shipley, Nick Bakay, Adam Chase, Susan McMartin                     | 25 października 2018 | 8 października 2019  |
| 116 | 6  | Cottage Cheese and a Weird Buzz            | James Widdoes | Nick Bakay, Adam Chase, Susan McMartin, Marco Pennette, Anne Flett-Giordano, Michael Shipley                     | 1 listopada 2018     | 9 października 2019  |
| 117 | 7  | Puzzle Club and a Closet Party             | James Widdoes | Sheldon Bull, Britté Anchor, Gemma Baker, Warren Bell, Alissa Neubauer                                           | 8 listopada 2018     | 9 października 2019  |
| 118 | 8  | Jell-o Shots and the Truth about Santa     | James Widdoes | Susan McMartin, Anne Flett-Giordano, Gemma Baker, Adam Chase, Sheldon Bull                                       | 15 listopada 2018    | 10 października 2019 |
| 119 | 9  | Pork Loin and a Beat Up Monte Carlo        | James Widdoes | Warren Bell, Alissa Neubauer, Nick Bakay, Marco Pennette, Britté Anchor                                          | 29 listopada 2018    | 10 października 2019 |
| 120 | 10 | Flamingos and a Dance-Based Exercise Class | James Widdoes | Gemma Baker, Adam Chase, Susan McMartin, Sheldon Bull, Anne Flett-Giordano, Michael Shipley                      | 6 grudnia 2018       | 11 października 2019 |
| 121 | 11 | Powder and Five Feet of Vodka              | James Widdoes | Marco Pennette, Alissa Neubauer, Britté Anchor, Nick Bakay, Warren Bell, Susan McMartin                          | 13 grudnia 2018      | 11 października 2019 |
| 122 | 12 | Hacky Sack and a Beautiful Experience      | James Widdoes | Sheldon Bull, Anne Flett-Giordano, Gemma Baker, Adam Chase, Michael Shipley                                      | 10 stycznia 2019     | 14 października 2019 |
| 123 | 13 | Big Floor Pillows and a Ball of Fire       | James Widdoes | Warren Bell, Adam Chase, Michael Shipley, Nick Bakay, Susan McMartin, Anne Flett-Giordano                        | 17 stycznia 2019     | 14 października 2019 |
| 124 | 14 | Kalamazoo and a Bad Wedge of Brie          | James Widdoes | Nick Bakay, Warren Bell, Susan McMartin, Marco Pennette, Alissa Neubauer, Britté Anchor                          | 31 stycznia 2019     | 15 października 2019 |
| 125 | 15 | Sparkling Banter and a Failing Steel Town  | James Widdoes | Alissa Neubauer, Britté Anchor, Gemma Baker, Marco Pennette, Adam Chase                                          | 14 lutego 2019       | 15 października 2019 |
| 126 | 16 | Skippy and the Knowledge Hole              | James Widdoes | Gemma Baker, Marco Pennette, Alissa Neubauer, Sheldon Bull, Britté Anchor                                        | 21 lutego 2019       | 16 października 2019 |
| 127 | 17 | A Dark Closet and Therapy with Horses      | James Widdoes | Sheldon Bull, Anne Flett-Giordano, Michael Shipley, Nick Bakay, Warren Bell, Susan McMartin                      | 7 marca 2019         | 16 października 2019 |
| 128 | 18 | Soup Town and a Little Blonde Mongoose     | James Widdoes | Rebecca Ancheta Blum, Gemma Baker, Adam Chase, Sheldon Bull, Anne Flett-Giordano, Michael Shipley, Britté Anchor | 4 kwietnia 2019      | 17 października 2019 |
| 129 | 19 | Lumbar Support and Old Pork                | James Widdoes | Nick Bakay, Warren Bell, Maria Espada Pearce, Marco Pennette, Alissa Neubauer, Susan McMartin                    | 18 kwietnia 2019     | 17 października 2019 |
| 130 | 20 | Triple Dip and an Overhand Grip            | James Widdoes | Marco Pennette, Alissa Neubauer, Michael Shipley, Nick Bakay, Sheldon Bull, Susan McMartin                       | 25 kwietnia 2019     | 18 października 2019 |
| 131 | 21 | Finger Guns and a Beef Bourguignon         | James Widdoes | Gemma Baker, Britté Anchor, Chelsea Myers, Warren Bell, Anne Flett-Giordano, Adam Chase                          | 2 maja 2019          | 18 października 2019 |
| 132 | 22 | Crazy Hair and a Teeny Tiny Part of Canada | James Widdoes | Warren Bell, Michael Shipley, Britté Anchor, Gemma Baker, Adam Chase, Anne Flett-Giordano                        | 9 maja 2019          | 21 października 2019 |

## Sezon 7 (2019-2020)
| Nr  | #  | Tytuł                                    | Reżyseria            | Scenariusz                                                                                     | Premiera             | Premiera w Polsce |
| --- | -- | ---------------------------------------- | -------------------- | ---------------------------------------------------------------------------------------------- | -------------------- | ----------------- |
| 133 | 1  | Audrey Hepburn and a Jalapeño Pepper     | James Widdoes        | Gemma Baker, Britté Anchor, Robin Morrison, Warren Belll, Alissa Neubauer, Adam Chase          | 26 września 2019     |                   |
| 134 | 2  | Pop Pop and a Puma                       | James Widdoes        | Marco Pennette, Sheldon Bull, Susan McMartin, Nick Bakay, Ilana Wernick, Anne Flett-Giordano   | 3 października 2019  |                   |
| 135 | 3  | Goat Yogurt and Ample Parking            | James Widdoes        | Warren Bell, Alissa Neubauer, Gemma Baker, Adam Chase, Britté Anchor                           | 10 października 2019 |                   |
| 136 | 4  | Twirly Flippy Men and a Dirty Bird       | James Widdoes        | Marco Pennette, Ilana Wernick, Ann Flett-Giordano, Sheldon Bull, Susan McMartin, Chelsea Myers | 17 października 2019 |                   |
| 137 | 5  | Fake Bacon and a Plan to Kill All of Us  | James Widdoes        | Gemma Baker, Adam Chase, Warren Bell, Alissa Neubauer, Britté Anchor                           | 24 października 2019 |                   |
| 138 | 6  | Wile E. Coyote and a Pretentious Douche  | Rebecca Ancheta Blum | Marco Pennette, Susan McMartin, Anne Flett-Giordano, Nick Bakay, Sheldon Bull, Ilana Wernick   | 7 listopada 2019     |                   |
| 139 | 7  | Pork Butt and a Mall Walker              | James Widdoes        | Nick Bakay, Sheldon Bull, Ilana Wernick, Marco Pennette, Susan McMartin, Anne Flett-Giordano   | 14 listopada 2019    |                   |
| 140 | 8  | Chicken Hands and Toxic Narcissism       | James Widdoes        | Alissa Neubauer, Adam Chase, Gemma Baker, Warren Bell, Britté Anchor                           | 21 listopada 2019    |                   |
| 141 | 9  | Tuna Florentine and a Clean Handoff      | James Widdoes        | Warren Bell, Ilana Wernick, Anne Flett-Giordano, Nick Bakay, Susan McMartin, Britté Anchor     | 5 grudnia 2019       |                   |
| 142 | 10 | Higgledy-Piggledy and a Cat Show         | James Widdoes        | Warren Bell, Britté Anchor, Gemma Baker, Alissa Neubauer, Adam Chase                           | 12 grudnia 2019      |                   |
| 143 | 11 | One Tiny Incision and a Coffin Dress     | James Widdoes        | Sheldon Bull, Ilana Wernick , Susan McMartin, Nick Bakay, Marco Pennette, Anne Flett Giordano  | 9 stycznia 2020      |                   |
| 144 | 12 | Silly Frills and a Depressed Garden Gnom | James Widdoes        | Gemma Baker, Marco Pennette, Alissa Neubauer, Adam Chase, Sheldon Bull                         | 16 stycznia 2020     |                   |
| 145 | 13 | Dammit Sandra and the Money Bus          | James Widdoes        | Nick Bakay, Susan McMartin, Britté Anchor, Warren Bell, Ilana Wernick, Anne Flett-Giordano     | 30 stycznia 2020     |                   |
| 146 | 14 | Cheddar Cheese and a Squirrel Circus     | James Widdoes        | Alissa Neubauer, Sheldon Bull                                                                  | 6 lutego 2020        |                   |
| 147 | 15 | Somebody's Grandmother and the A-List    | James Widdoes        | Gemma Baker, Adam Chase, Marco Pennette, Alissa Neubauer, Sheldon Bull                         | 13 lutego 2020       |                   |
| 148 | 16 | Judy Garland and a Sexy Troll Doll       | Betsy Thomas         | Alissa Neubauer, Adam Chase, Gemma Baker, Marco Pennette, Sheldon Bull                         | 20 lutego 2020       |                   |
| 149 | 17 | Beef Baloney Dan and a Sarcastic No      | James Widdoes        | Warren Bell, Anne Flett-Giordano, Britté Anchor, Nick Bakay, Ilana Wernick, Susan McMartin     | 5 marca 2020         |                   |
| 150 | 18 | A Judgy Face and Your Grandma's Drawers  | James Widdoes        | Gemma Baker, Marco Pennette, Alissa Neubauer, Adam Chase, Sheldon Bull                         | 12 marca 2020        |                   |
| 151 | 19 | Texas Pete and a Parking Lot Carnival    | James Widdoes        | Nick Bakay, Warren Bell, Susan McMartin, Anne Flett-Giordano, Britté Anchor, Robyn Morrison    | 2 kwietnia 2020      |                   |
| 152 | 20 | Big Sad Eyes and an Antique Hot Dog      | James Widdoes        | Adam Chase, Sheldon Bull, Anne Flett-Giordano, Nick Bakay, Susan McMartin, Britté Anchor       | 16 kwietnia 2020     |                   |